# كيويستيد
كيويستيد (بالفرنسية: Quiestède)‏ هي بلدية تقع في إقليم باد كاليه من منطقة نور با دو كاليه في شمال فرنسا. تبلغ مساحة هذه المدينة 2.83 (كم²)، وترتفع عن سطح البحر 37 م، يبلغ عدد سكانها 681 نسمة حسب إحصاء المعهد الوطني للإحصاء والدراسات الاقتصادية سنة 2009 م. وترأس Hervé Floret البلدية خلال فترة (2001-2008).